# Testaccio (rione de Roma)

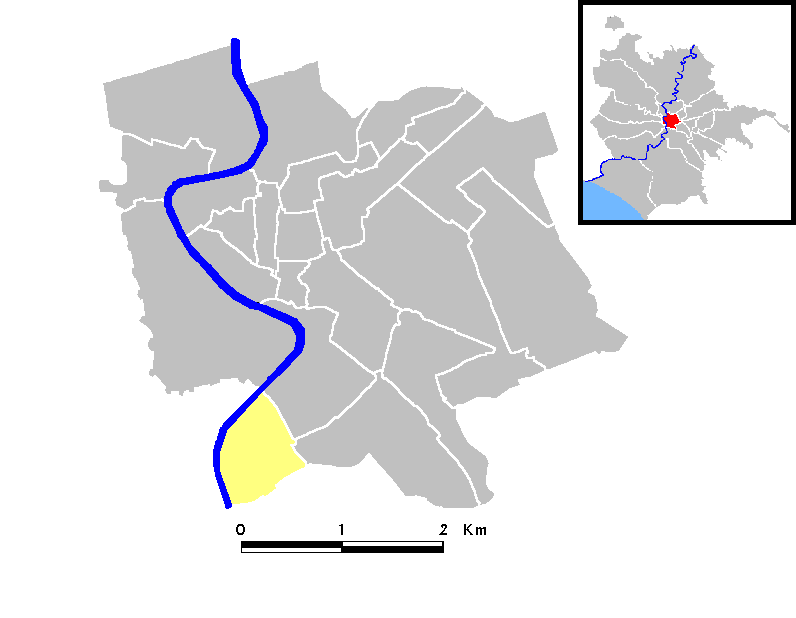
Mapa do Rione XX - Testaccio.

Testaccio  é um dos vinte e dois riones de Roma, oficialmente numerado como Rione XX, localizado no Municipio I. Na Roma Antiga, muito do comércio fluvial pelo Tibre acontecia no local e uma grande quantidade de cacos de ânforas de barro cozido (chamados testae, algumas delas com tituli picti) foram sendo descartados e empilhados, dando origem a um monte artificial, o Monte Testácio (em italiano:  Testaccio), que é atualmente a fonte de muitas evidências arqueológicas da história da vida cotidiana de Roma.
Atualmente, a área é o centro da atividade dos açougueiros e sempre foi uma das vizinhanças operárias de Roma, mas um recente processo de gentrificação vem mudando sua reputação, de bairro de trabalho para um bairro da moda, principalmente por conta de alguns dos melhores restaurantes de Roma. A reputação do local entre os turistas também vem crescendo.

## História

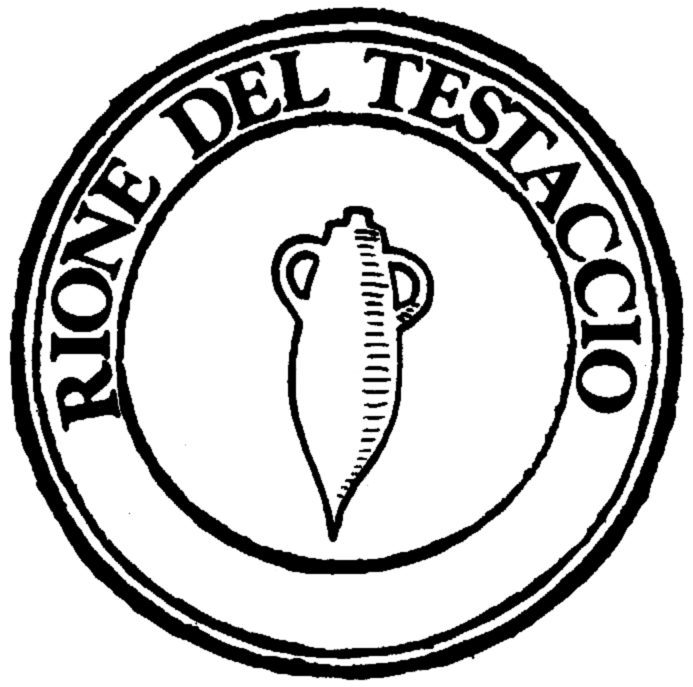
Brasão de Testaccio: uma ânfora.

O "Porto dell'Emporio" funcionou no local desde o período romano e era o local onde eram desembarcadas as mercadorias e materiais de construção (principalmente mármore, trigo e vinho) que chegavam do porto marítimo de Ostia em barcaças puxadas por búfalos (substituídos em 1842 por locomotivas a vapor).
Com o passar dos séculos, os cacos das ânforas utilizadas para transportar cereais e líquidos foram se acumulando num monte chamado Testácio (em italiano:  Testaccio) ou Monte dei cocci. Acredita-se haver mais de 25 milhões de testae, como estes cacos são chamados, no local. As ânforas eram quebradas, arranjadas numa pirâmide de forma organizada para manter a estabilidade e recebiam uma camada de cal para evitar os odores decorrentes da decomposição dos restos orgânicos.
O mármore, lembrado na moderna Via Marmorata, que liga do Porto de Ripa com a Porta San Paolo, era importado pelos romanos de todas as regiões do Mediterrâneo e dos confins do Império. Com o declínio e queda de Roma, grandes quantidades ficaram no local sem uso (res nullius) e a região foi, por séculos, uma pedreira para artigos de valor.
Até a reforma e do desenvolvimento urbano no local, após a unificação da Itália (1870), que destinou esta área e a que corria ao longo da Via Ostiense até a Basílica de São Paulo a atividades industriais pesadas (ferrovias, matadouros, mercados gerais e a fabricação de gás, transferida do Circo Máximo), a área, que fica no interior da Muralha Aureliana, era habitada por fazendeiros e pastores pobres, sujeita a frequentes inundações e infestada pela malária. O espaço entre o monte Testácio e a muralha era pública e chamada de "i prati del popolo romano" ("os prados do povo romano"), frequentada por romanos "da cidade" por lazer e esporte.
Testaccio é um típico exemplo da urbanização industrial, fundado como assentamento, separado e depois conectado aos centros produtivos: o rione, no interior da muralha, na realidade nasceu como uma sub-região residencial destinada aos trabalhadores das diversas indústrias que estavam sendo criados ao longo da Via Ostiense no final do século XIX. Já no primeiro plano de Roma como capital do Reino da Itália, em 1873, se estipulava que a expansão industrial da cidade seria na região ostiense, principalmente por causa do terreno plano e da presença de várias vias de comunicação — a Via Ostiense, o rio com o Porto de Ripa e a ferrovia.
O rione, como entidade administrativa, é uma instituição bem recente: nasceu em 1921, separando parte do grande e parcamente habitado rione Ripa. Mas o Testaccio já tinha sua própria identidade e nunca gozou de boa reputação, principalmente por causa do tráfego fluvial e da população local.
Hoje é um rione muito popular, utilizado pelos romanos para eventos e piqueniques, é o berço do clube de futebol A.S. Roma. Antigas tavernas e bares que antes, favorecidos pela proximidade dos matadouros e do Mercado Geral) foram transformados em pubs e restaurantes que perpetuam a vocação boêmia do bairro. No antigo matadouro foram instalados uma seção do Museu de Arte Contemporânea (MACRO) e a Faculdade de Arquitetura da Universidade Roma Tre. No monte Testácio está a sede da Escola Popular de Música do Testaccio.

## Vias e monumentos
- Arco di San Lazzaro (Via Marmorata)
- Fontana delle Anfore
- Lungotevere Testaccio
- Monte Testaccio
- Ponte San Paolo
- Ponte Sublicio
- Ponte Testaccio
- Porta San Paolo
- Via Ostiense

### Antiguidades romanas
- Empório
- Hórreos de Galba
- Pórtico Emília
- Porto Tiberino

## Edifícios

### Outros edifícios
- Campo Testaccio (demolido)
- Cemitério Protestante
- Cemitério Miliatar de Roma
- Ex mattatoio
- Museo della Via Ostiense

### Igrejas
- Santa Maria Liberatrice a Monte Testaccio (vide Santa Maria Liberatrice al Foro Romano)
- Santa Maria della Divina Provvidenza a Testaccio

Templos não-católicos
- Cappella del Cimitero Acattolico di Roma